# Petrônio Portella
Petrônio Portella Nunes (Valença do Piauí, 12 de setembro de 1925 — Brasília, 6 de janeiro de 1980) foi um advogado e político brasileiro de atuação destacada como fiador da distensão política empreendida pelos presidentes Ernesto Geisel e João Figueiredo. Era tido como a "estrela civil da ditadura".

## Dados biográficos
Filho de Eustáquio Portella Nunes (prefeito de Valença do Piauí duas vezes distintas) e Maria Ferreira de Deus Nunes, mudou-se para Teresina aos onze anos de idade acompanhado de seus genitores a fim de prosseguir em seus estudos. A seguir foi morar na cidade do Rio de Janeiro onde trabalhou como funcionário da atual Empresa Brasileira de Correios e Telégrafos, atividade que exerceu de modo concomitante com suas obrigações de universitário. Formado em Direito pela Universidade Federal do Rio de Janeiro (à época chamada de Universidade do Brasil), exerceu a profissão de advogado na capital piauiense tendo sido ainda professor da Escola Técnica de Comércio do Piauí.
Quando jovem teve papel ativo na política estudantil. Foi líder da "Reforma", o mais ativo partido universitário carioca e que disputava o cobiçado CACO - Centro Acadêmico Cândido de Oliveira - na Faculdade de Direito da Universidade do Brasil.

## Política

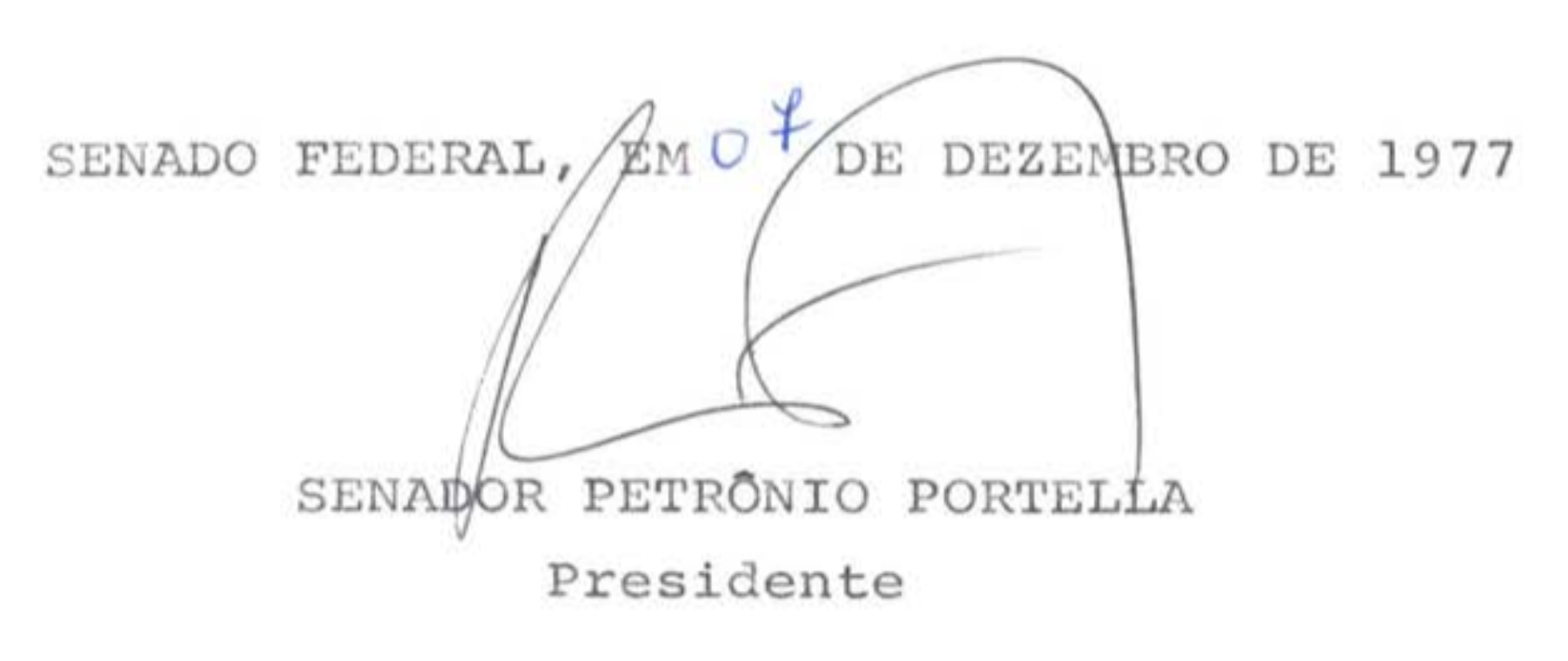
Assinatura como presidente do Senado Federal em 1977.

Após regressar ao Piauí, Petrônio Portella passou a assessorar juridicamente a União Democrática Nacional, partido ao qual se filiou e logo se viu imerso no mundo político. Disputou sua primeira eleição em 1950 quando foi eleito suplente de deputado estadual, condição que lhe valeu uma série de convocações para o exercício do mandato. Em 1954 foi eleito deputado estadual e em 1958 foi eleito prefeito de Teresina sendo um dos artífices da eleição de Chagas Rodrigues ao governo do estado. Ao longo de sua gestão como alcaide teresinense rompeu com Chagas e pôs fim à aliança PTB/UDN, o que o fez coligar seu partido com o PSD e pavimentar sua eleição para governador do Piauí em 1962 derrotando o deputado estadual Constantino Pereira de Sousa (PTB). Foi durante seu interregno como chefe do executivo piauiense que eclodiu uma rebelião na Polícia Militar do Piauí em 1963 e no ano seguinte foi instaurado o Regime Militar de 1964, movimento ao qual hipotecou apoio embora tenha se mostrado contrário ao mesmo num primeiro instante - apoiando João Goulart - ingressando a seguir na ARENA o novo partido situacionista, sendo eleito senador em 1966.
Em seu primeiro mandato foi presidente da Comissão de Constituição e Justiça, vice-líder de sua bancada e depois vice-líder do governo. Entre 1971 e 1973 foi presidente do Senado Federal e presidente da executiva nacional da ARENA entre 1973 e 1975, acumulando esta última tarefa com a liderança do governo Emílio Garrastazu Médici no Senado e com a liderança de sua bancada. Reeleito senador em 1974, foi o condutor da chamada "Missão Portela", o primeiro passo da política de "distensão gradual e segura" empreendida pelo presidente Ernesto Geisel em seus planos de abertura. Presidente do Senado Federal, pela segunda vez entre 1977 e 1979 foi alçado à presidência da Comissão de Relações Exteriores daquela casa em 1979, cargo do qual se afastou desvencilhou em 15 de março de 1979 ao ser nomeado Ministro da Justiça pelo presidente João Figueiredo. Durante seu interregno no cargo o pluripartidarismo foi restaurado e foi decretada a Lei da Anistia que pacificou os ânimos nacionais quanto às consequências do Regime Militar. Em razão de sua capacidade de articulação era apontado como um dos candidatos a sucessão presidencial pelo PDS, contudo faleceu em Brasília vítima de ataque cardíaco em 6 de janeiro de 1980.
"O Petrônio, que foi o meu ministro da Justiça, tinha chances de ser candidato (à Presidência da República), mas morreu no início do meu governo" - João Figueiredo, ex-presidente do Brasil.
Com sua notória habilidade em discursar criou frases efeito como "contra fatos não existem argumentos".

## Sucessores
Devido ao seu falecimento foi sucedido em sua vaga de senador por Bernardino Viana e como Ministro da Justiça deu lugar a Ibrahim Abi-Ackel após uma breve passagem de Golbery do Couto e Silva pelo cargo. Petrônio teve influência apadrinhando políticos piauienses que tiveram destaque nacional e que ainda nos dias de hoje participam do cenário político como a exemplo do deputado federal Hugo Napoleão do Rego Neto.

## Amigos
Em pura descontração, Petrônio encontrava-se com amigos na "Chácara Valença" de sua propriedade, em Brasília, quando senador e depois Ministro da Justiça, aos sábados. Com ele e a mulher, Dona Iracema, estavam, entre outros, os escritores H Dobal e Manoel Paulo Nunes.
O escritor e poeta H Dobal da geração de Petrônio, exprimiu o desalento que a todos afetou a perda irreparável do amigo ao assinalar:
"O grupo reduzido da Chácara Valença, o fechado clube familiar a quem ele servia um vinho alegre e o brilho, a agilidade de suas conversas, é agora apenas uma lembrança de sábados passados." - H.Dobal
Paulo Nunes revelou:
"...na solidão do Planalto Central, constituíamos em torno de Petrônio, pequeno grupo fechado que se reunia, quase sempre nas tardes de sábado, nos arredores da capital... A essas reuniões presidia a simplicidade encantadora e a graça de D.Iracema, sua dileta companheira e amiga de todas as horas."

## Família
No início de sua carreira política Petrônio Portella era um férreo opositor do governador Pedro Freitas, o que não o impediu de casar-se com a filha de seu adversário político. Dois de seus irmãos atuaram na política do Piauí: Lucídio Portela foi nomeado governador do estado em 1978 pela Aliança Renovadora Nacional e eleito pelo PDS vice-governador do estado em 1986 e senador em 1990 enquanto que Elói Portela foi eleito primeiro suplente do senador Freitas Neto em 1994 chegando a exercer o mandato entre abril de 1998 e janeiro de 1999 quando o titular foi Ministro Extraordinário das Reformas Institucionais no primeiro governo Fernando Henrique Cardoso. Seu sobrinho, Marcelo Coelho, foi eleito deputado estadual em 1982, 1986, 1998 e 2002 sempre pelo PDS e pelas legendas que o sucederam. Enquanto sua sobrinha Iracema Portella foi eleita deputada federal em 2010.

## Homenagens

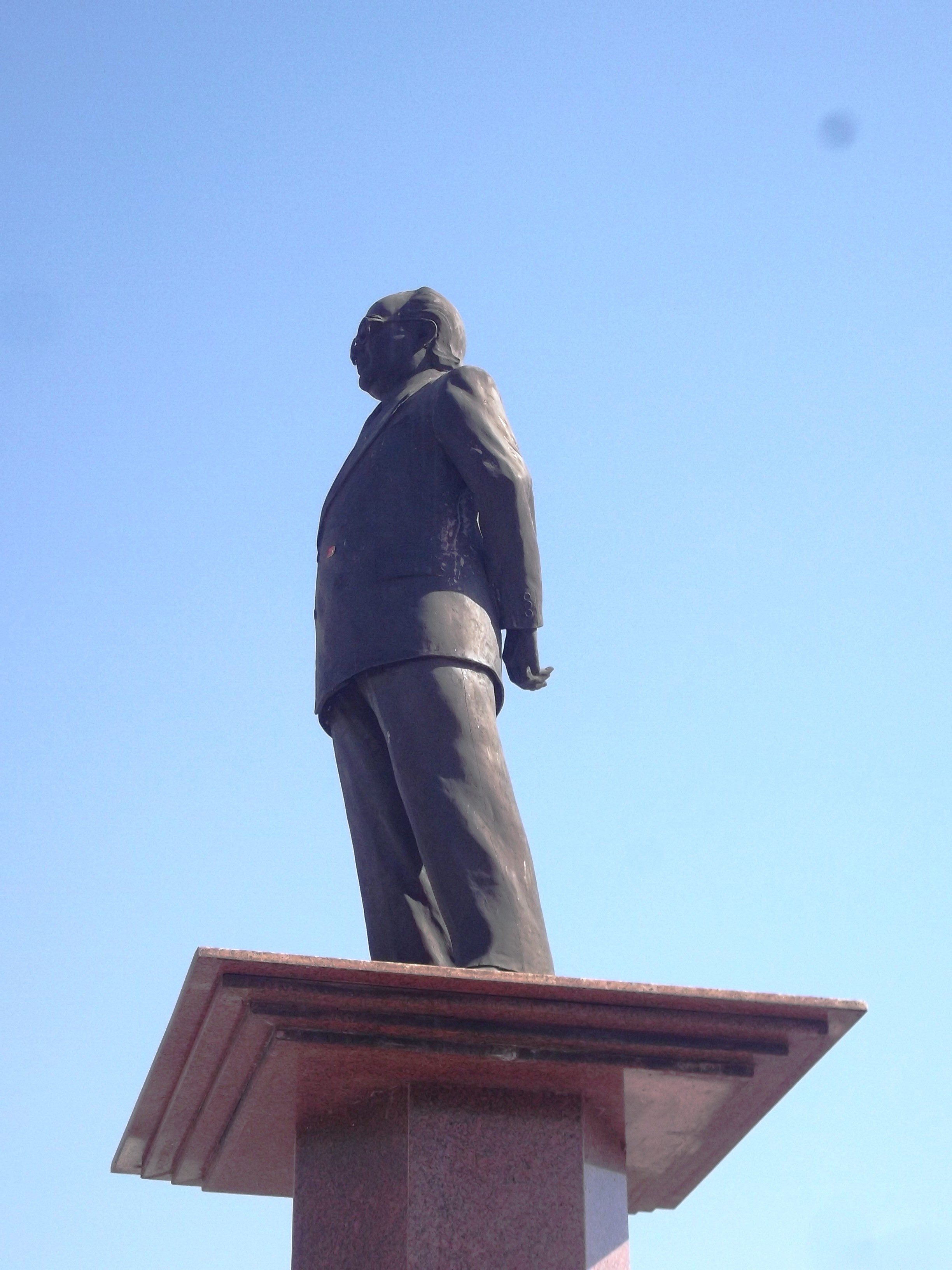
Estátua na Avenida Frei Serafim, em Teresina.

Após o seu falecimento foram prestadas diversas homenagens à sua memória a começar pela estátua erguida em sua honra na Avenida Frei Serafim, a mais tradicional da capital piauiense. Seu nome serviu para batizar escolas como a Escola Estadual Senador Petrônio Portella em Manaus tanto o edifício-sede da Assembleia Legislativa do Piauí quanto o Aeroporto de Teresina. Por um breve período o município de Nova Santa Rita recebeu seu nome, porém a denominação original foi reinstituída a pedido da população. Há, ainda, uma placa em sua homenagem, datada de 1972, pela condição de aluno notório e presidente do Senado Federal, no hall das escadarias no segundo andar do prédio da Faculdade Nacional de Direito da Universidade Federal do Rio de Janeiro, instituição na qual se formou e que ocupa o antigo prédio sede (1824-1926) do Senado do Império e da República. A cidade de São Paulo o homenageou dando o seu nome a uma avenida que liga os distritos de Freguesia do Ó e Brasilândia[ligação inativa], ambos localizados na Zona Norte da capital.